# Brabanter Straße
Die Brabanter Straße, Köln-Leipziger Straße oder Lütticher Straße ist eine Altstraße und war im Mittelalter und der Frühen Neuzeit eine der bedeutendsten kontinentalen West-Ost-orientierten Heer- und Handelsstraßen (Messestraße: Antwerpen > Aachen > Köln > Leipzig). Sie verband das namensgebende Herzogtum Brabant mit Leipzig.

## Geschichte
Die Straße verband u. a. die beiden großen Nord-Süd-Verbindungen, die Rheinstraße am Osthang des Rheintales und die Weinstraße, die am Westhang der Wetterau von Frankfurt am Main nach Norden führte. Bereits in der Vor- und Frühgeschichte könnte sie von Bedeutung gewesen sein. Als Höhenweg (streckenweise Höhen-Hohlweg) vermied die Straße sumpfige Täler und Flussquerungen und den dabei erhobenen Brückenzoll.
Im 16. Jahrhundert wird eine Straße als „Kölner Straße“ bezeichnet, die in die fränkische Eroberungszeit zurück reicht und dabei als Leitlinie für das Vordringen der beiden hessischen Klöster Fulda und Hersfeld gelten kann. Im Anschluß an diese Phase kommt ihr beim Versuch der Salier, im Harz und in Sachsen die Reichsgüter zu vermehren, eine wichtige Aufgabe zu. Schließlich haben die staufischen Herrscher den Ringgau mit der Boyneburg zu einem Reichsland machen wollen und setzten auf die Unterstützung der thüringischen Landgrafen, wozu diese Straße ebenso wichtig wurde wie für die Verwaltung der mainzischen Territorien in Thüringen. Nicht zuletzt bedeutete sie in der Verkehrspolitik der Stadt Erfurt so viel, daß sie Eingang in die Erfurter Meilenscheibe und die Interiarien des 17. Jahrhunderts findet.
Die Straße verlief außerhalb der Städte weitgehend siedlungsfern auf den längeren ost-westlichen Wasserscheiden auf deren Kamm oder hangparallel. Außer in den Städten und an Brücken hatte sie keine befestigte Trasse, sie war eine „Naturstraße“ und entsprechend war ihr Zustand. War eine Spur ausgefahren, fuhr man daneben. So entstanden fächerartige und mäandernde Wegverläufe. Schlechte unbefestigte Wege waren außerdem eine Einnahmequelle für den jeweiligen Grundherren, da gemäß Gewohnheitsrecht (Grundruhrrecht) alle Waren, die bei einem Rad-/Achsenbruch, beim Sturz eines Zugtiers oder wegen einer schlechten Wegstrecke den Boden berührten, ihm gehörten. Mit der Gründung der Hansen versuchten die Kaufleute diesem Anspruch entgegenzuwirken.
Öffentliche Straße
Bereits 1255 wurde sie als „strata publica“ (= öffentliche Straße) genannt. 1261 beauftragte die Landgräfin Sophie die Burgmannen ihrer Burg Blankenstein (Gladenbach) ausdrücklich mit dem Schutz dieser öffentlichen Straße in ihrem Einflussbereich. Die Straße verband Antwerpen im ehemaligen Herzogtum Brabant, im heutigen Belgien, über Aachen, Köln, Siegen, Angelburg (Berg), Marburg, Eisenach, Erfurt und Naumburg mit Leipzig. 
Auf dieser früh- und hochmittelalterlichen Straße, die wichtige Messeplätze miteinander verband, wurden ein Großteil des Ost-West-Handels, vor allem mit Getreide, Textilprodukten aus den flandrischen und niederdeutschen Textilzentren, Färberwaid aus Thüringen, osteuropäischen Pelzwaren (zentraler Handelsplatz war Leipzig) sowie mit Eisenwaren aus dem nordwestlichen Lahn-Dill-Gebiet (Dietzhölzetal), dem Siegerland, dem Thüringer Wald. Zeitweise war der Viehhandel (Pferde und Rinder) bedeutsam. Ein Transportnetz für Heringe und Stockfisch hatte sich bereits zur Hansezeit etabliert. Als gewinnbringende Handelswaren wurden auch Hopfen und Bier geschätzt. Die Beschaffung von speziellen Bausteinen (Sinterkalksteine für etwa 130 Kapitelle am Palas) aus der Eifelregion ist für die Wartburg im 12. Jahrhundert belegt. Über die Straße wurde auch der alljährliche Anmarsch von Heeren und der Pilger- und Reiseverkehr abgewickelt.
Die Brabanter Straße ist heute Teil der „Europäischen Kulturstraße VIA REGIA“, die die historischen Straßen Brabanter Straße, den Jakobsweg und die eigentliche Via Regia bündelt.

## Verlauf
Die Trasse der Brabanter Straße variierte teilweise aufgrund von klimatischen, politischen und anderen Gegebenheiten (z. B. in unsicheren Kriegszeiten, Meidung von Pestgebieten), es gab für einzelne Abschnitte andere Verläufe und Parallelwege. Manche Kaufleute versuchten auch, die Zölle zu umfahren. Ihre lokalen Zubringer kamen ihr auf den kürzeren Wasserscheiden entgegen.
Vielerorts bewahren alte Straßen- und Flurnamen (zum Beispiel Schlag → Zollschlag, Wegsperre mit Schlagbaum) die Erinnerung an historische Streckenführungen, Zollanlagen oder Grenzbefestigungen, wobei der moderne Straßenverlauf nicht immer exakt der Trasse der Altstraße entspricht.

### Lüttich–Aachen
Der Abschnitt Brabant–Aachen entspricht ungefähr dem Verlauf der heutigen Nationalstraße 3 in Belgien.

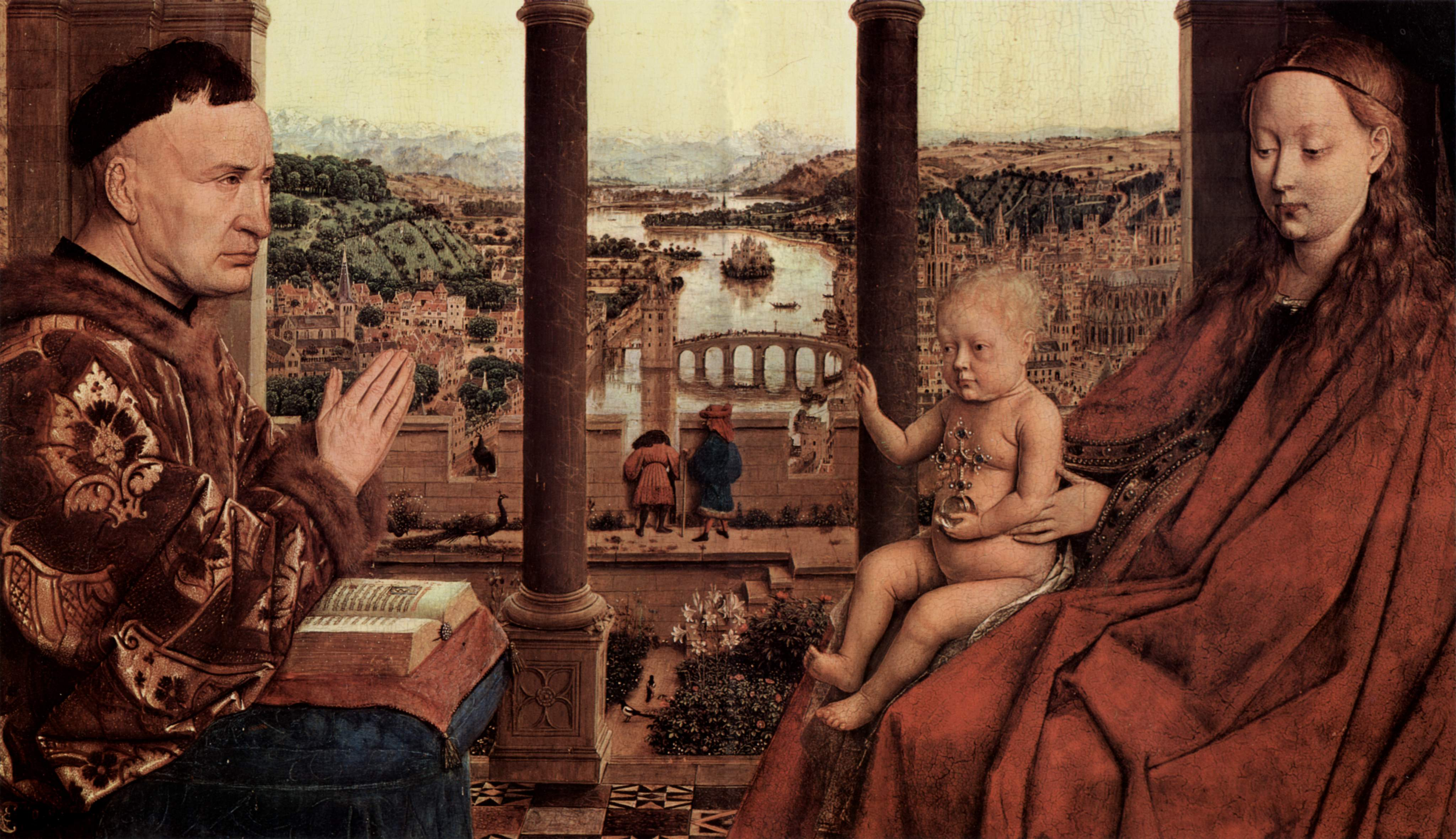
Pont des Arches (im Hintergrund): Beginn der Brabanter Straße in Lüttich, Jan van Eyck, Madonna des Kanzlers Nicholas Rolin (Detail), 1435

- Lüttich im Hochstift Lüttich; 1034 Brücke Pont des Arches über die Maas mit Brückentor, Straßenname Rue de Herve
- Beyne-Heusay
- Fléron
- Micheroux (heute Ortsteil von Soumagne)
- Fécher (heute Ortsteil von Soumagne)

Grenze zum Herzogtum Limburg
- Herve
- Battice (heute Ortsteil von Herve)
- Clermont (heute Ortsteil von Thimister-Clermont)
- Henri-Chapelle (heute Ortsteil von Welkenraedt), Straßenname Chaussée de Liége / Lütticher Straße
- Moresnet (heute Ortsteil von Kelmis), Straßenname Rue d’Aix in Moresnet-Chapelle

Grenze zur Freien Reichsstadt Aachen bzw. zum Aachener Reich; heute Staatsgrenze zwischen Belgien und Deutschland auf dem Moresneter Weg (Verlängerung des Preußweg) parallel zur Bundesstraße 264
- Bildchen (heute Ortsteil von Aachen), Straßenname Lütticher Straße, Reste des Aachener Landgrabens (Äußerer Landgraben)
- Aachen, Jakobstor an der Lütticher Schanze. Kirchweihfest am 17. Juli (nach der Überlieferung 799 Tag der Weihe der Pfalzkapelle); Fasten- und ab 29. September Michaeli-Messe; Messeprivilege 1166 und 1173; 1359 ab 1. Mai Walpurgis-Messe; Krönungsstadt deutscher Könige

### Aachen–Köln
Der Abschnitt Aachen–Köln entspricht ungefähr dem Verlauf der heutigen Bundesstraßen 258 (bis Kornelimünster) und 264 (ab Düren).
- Aachen, Kölntor

 Grenze zum Münsterländchen der Reichsabtei Kornelimünster
- Kornelimünster (heute Stadtteil von Aachen); Brücke über die Inde

 Grenze zum Herzogtum Niederlothringen, ab 1435 zum Herzogtum Jülich
- Vicht (heute Stadtteil von Stolberg); Brücke über den Vichtbach

 Grenze zum Herzogtum Jülich (bis 1435)
- Schevenhütte (heute Stadtteil von Stolberg); Brücke über den Wehebach
- Langerwehe
- Birkesdorf (heute Stadtteil von Düren), Brücke über die Rur (1592 „Melatenbrücke“), 1288 Zollstelle belegt, Straßenname Zollhausstraße
- Düren, Stadttor Philippspforte nach Birkesdorf im Norden, Rurtor zur Aachener Straße nach Monschau über die Johannesbrücke (1747/48 erbaut) über die Rur im Osten, Kölntor zur Kölner Landstraße Richtung Kerpen im Osten

Grenze zum Herzogtum Brabant, ab 1522 zu den Spanischen Niederlanden
- Kerpen, Brücke über die Erft nach
- Mödrath (wegen Braunkohletagebau aufgegeben, war Ortsteil von Kerpen); Zollstation[6]

Grenze zum Erzstift Köln
- Groß-Königsdorf (heute Ortsteil von Frechen), burgähnliches Zollhaus an der Aachener Straße (Landstraße 361), 1466 an die Grafen von Nassau-Dillenburg-Dietz verschrieben, später niedergelegt

Grenze zur Freien Reichsstadt Köln
- Köln, über die Aachener Straße durch das Hahnentor. Oster-, ab 1. August St.-Petri-Kettenfeier- und ab 23. Oktober Severins-Messe in Köln, später Estomihi- und ab 25. Juli St.-Jakob-Messe, seit 1308 bzw. 1536 Kirchweihfest am Sonntag nach Kosmas und Damian (der 27. September war Tag der Weihe des Alten Doms 873 und des Domchors 1322), 1259 Stapelrecht (bis 1832); 1360 Messeprivileg; 1388 Universitätsstadt

Eine alternative Route führte von Aachen aus dem Kölntor über Haaren, Weiden nach Langerwehe und Birkesdorf bei Düren und von dort über Jülich (Zollstelle an der Rurbrücke der Aachener Straße), Bergheim (Erftbrücke der Aachener Straße; jülichsche Zollstelle, Straßenname Kölner bzw. Köln-Aachener Straße; heute Bundesstraße 55) und Königsdorf (kurkölnischer Zoll) nach Köln.

### Köln–Siegen
Der Abschnitt Köln-Siegen war die Brüderstraße oder Siegener Landstraße, ein hochmittelalterlicher Höhenweg in nahezu geradlinigem Verlauf bei nur wenigen Talquerungen.
- Köln; Fähre über den Rhein 1428 erstmals erwähnt, 1674 an Seilen verankerte Gierseilfähre, 1822 dauerhafte Schiffsbrücke

Grenze zum Erzstift Köln

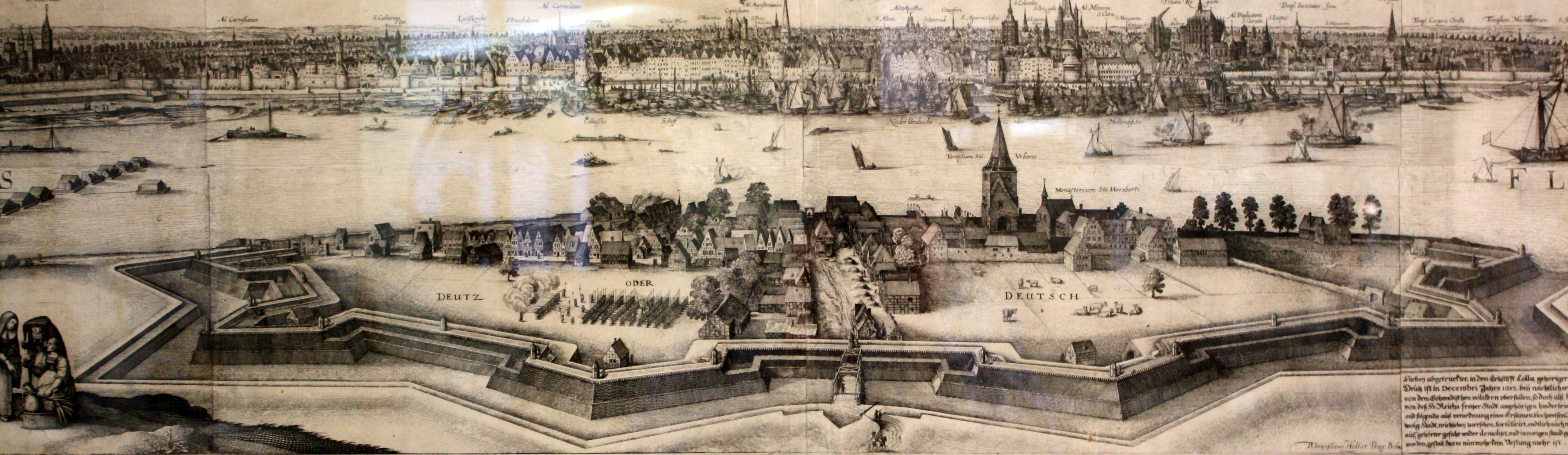
Rhein zwischen Köln und Deutz, Stich aus dem 17. Jh. nach Wenzel Hollar, 1636

- Deutz (heute Ortsteil von Köln); Zollstation

Grenze zum Herzogtum Berg
- Brück (heute Ortsteil von Köln); Brücke über den Flehbach; Zollstation 1411 erstmals erwähnt; Knotenpunkt zum Mauspfad
- Bensberg (heute Stadtteil von Bergisch Gladbach), Straßenname Brüderstraße im Ortsteil Frankenforst
- Untereschbach (heute Ortsteil von Overath), Straßenname Brüderstraße
- Steinenbrück, auch Altenbrück (heute Ortsteil von Overath); 1486 (Brücken-)Zoll erwähnt, 1586 steinerne Brücke über die Sülz, sogenanntes Altes Zollhaus von 1675, Straßenname Zöllnerstraße
- Overath; Brücke über die Agger, Abzweig zur Straße nach Olpe
- Marialinden (heute Ortsteil von Overath), Straßenname Pilgerstraße und Alte Römerstraße
- Federath (heute Ortsteil von Overath), Straßenname Brüderstraße

Grenze zur Reichsherrschaft Homburg
- Drabenderhöhe[7] (heute Ortsteil von Wiehl); Straßennamen Alte Kölner Straße und In der Landwehr (bergische Grenzbefestigung); Knotenpunkt zur Zeithstraße von Siegburg nach Hagen

Grenze zum Herzogtum Berg
- Denklingen (heute Ortsteil von Reichshof); Reste der bergischen Landwehr nachgewiesen
- Erdingen (heute Ortsteil von Reichshof); Abzweig zur Nutscheid-Straße nach Warth (heute Ortsteil von Hennef; Anschluss an die Cölnische Hohe Heer- und Geleitstraße), Siegburg und Bonn

Grenze zur Reichsherrschaft Wildenburg; heute Landesgrenze zwischen Nordrhein-Westfalen und Rheinland-Pfalz auf der Landstraße 351 (Crottdorfer Straße), in Rheinland-Pfalz L 278
- Weierseifen (heute Ortsteil von Friesenhagen); Zollstelle
  - Crottorf bei Friesenhagen beziehungsweise
  - Wildenburg; 1384 Privileg zur Führung der Brüderstraße durch den Ort Wildenburg bei Burg Wildenburg; Zollprivilege 1384 und 1396

Grenze zur Grafschaft Nassau-Dillenburg beziehungsweise (1606 bis 1734) Nassau-Siegen; heute Landesgrenze zwischen Rheinland-Pfalz und Nordrhein-Westfalen auf der Straße Zur Hammerhöhe bei Friesenhagen-Hammerhöhe
- Hohenhain (heute Ortsteil von Freudenberg); Schanzanlage am Schlagbaum (Dicker Schlag) durch die Nassau-Siegener Landhege, Straßenname Alter Schanzenweg

- Freudenberg

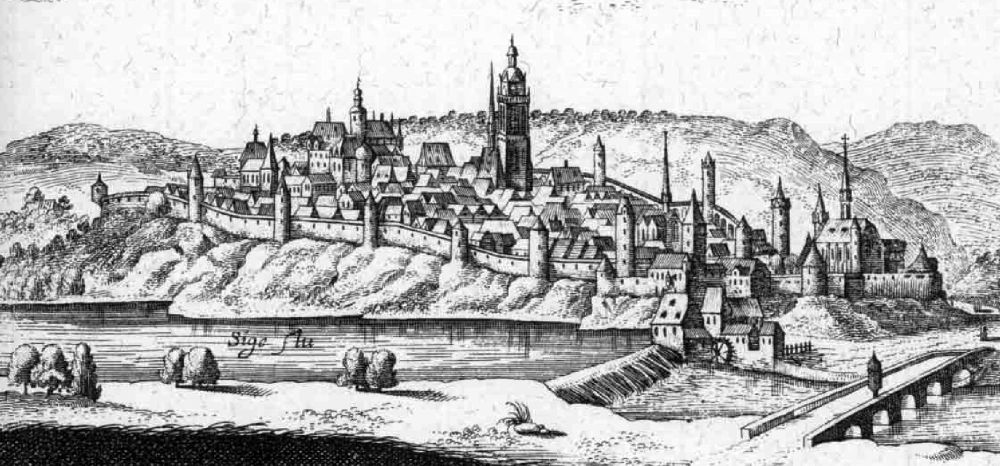
Siegen mit der Brücke über die Sieg um 1646/55, Stich von Matthäus Merian aus der Topographia Hassiae

  - Vor der Gründung von Freudenberg verlief die Strecke entlang des Kölschen Heck an Römershagen (heute Ortsteil von Wenden; Straßenname Zollstraße), dem Löffelberg und dem Ischeroth vorbei nach Lindenberg.[8]
  - Eine später nur noch weniger genutzte Alternativroute ging vom Knippen zum Ohrndorfer Schlag und weiter zum Büschergrund, unmittelbar an der heutigen Gesamtschule vorbei.[9]
  - Vor dem Bau der Burg Freudenberg führte die Straße auch von Hohenhain aus zunächst in den Büschergrund an der heutigen Gesamtschule vorbei.[10]
  - Endgültige Route über Kölner Straße[11], Oranienstraße, Färberstraße, Oststraße, Alte Poststraße.
- Lindenberg (heute Stadtteil von Freudenberg)
- Seelbach (heute Stadtteil von Siegen)
- Siegen; Brücke über die Sieg 1343 erstmals erwähnt, im 16. Jahrhundert steinerne Brücke zum Kölner Tor im Westen der Stadt. Kirchweihfest („Sieben Kirben“) am Sonntag nach dem Gedenktag der Enthauptung Johannes des Täufers (29. August; Tag der Kirchweihe war der 30. August) (seit dem 15. Jahrhundert belegt), ab 24. Juni Johannimarkt in Siegen (seit dem 17. Jahrhundert)

Eine alternative Strecke von Köln nach Marburg führte durch den Westerwald (Weller Weg): Köln-Siegburg-Weyerbusch-Altenkirchen (bis hierher identisch mit der Köln-Frankfurter Straße, die über Limburg an der Lahn nach Frankfurt am Main weiterführte) Ingelbach–Müschenbach–Hachenburg–Kirburg–Hof–Salzburg–Driedorf–Roth (hier Anschluss an die Brabanter Straße).

### Siegen–Marburg
Die Strecke führte über die Höhen, auf denen sich heute keine Trassen von Bundesstraßen befinden. 

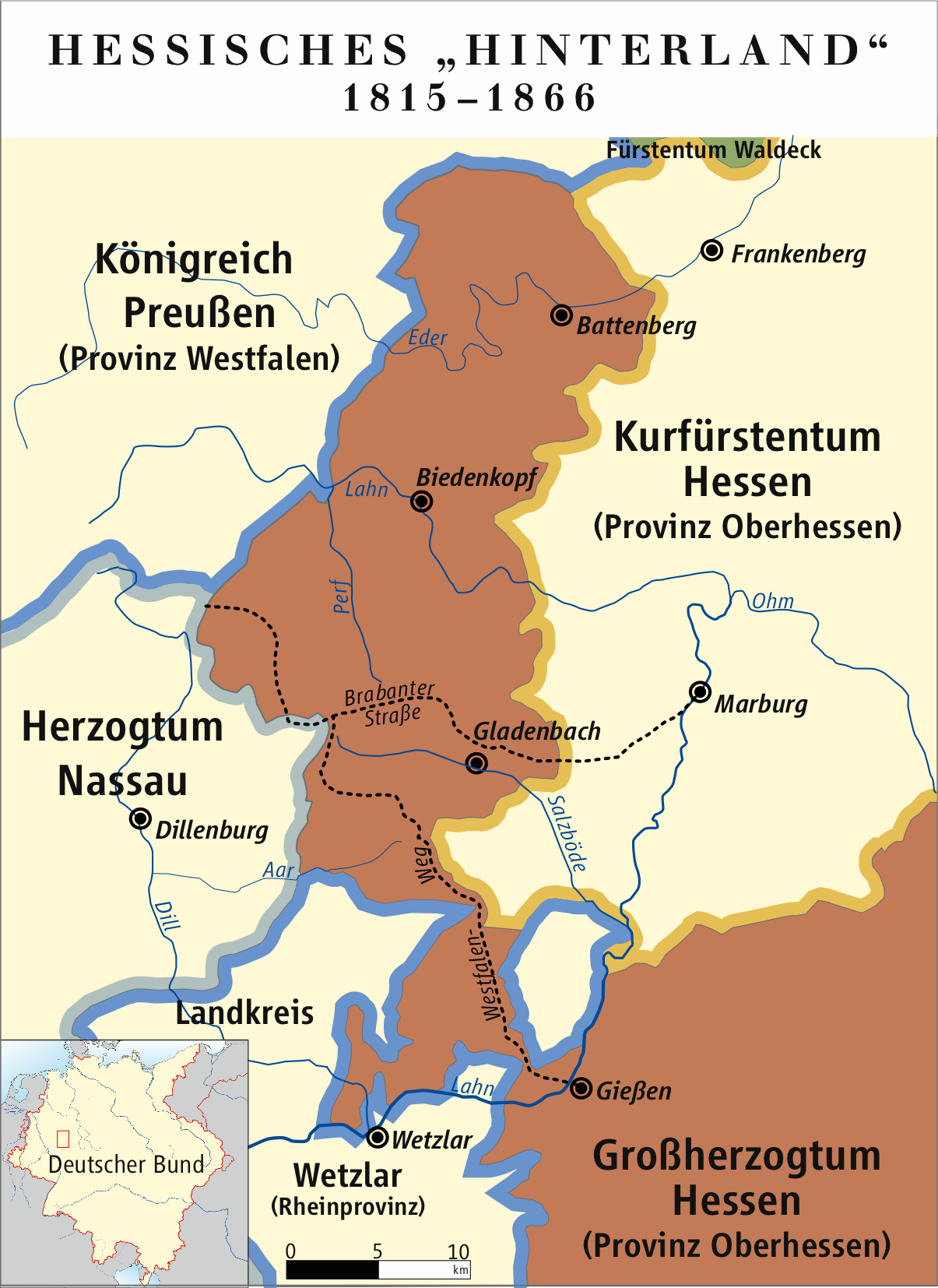
Hessisches Hinterland, Trasse der Brabanter Straße

 Die Brabanter Straße wurde in diesem Bereich auch Siegener Landstraße und streckenweise Schelderwald Straße und Hohe Straße genannt.
Der Abschnitt Gladenbach-Marburg entspricht grob dem Verlauf der heutigen Bundesstraße 255.
- Siegen; Marburger Tor im Osten, seit 1311 urkundlich belegt
- Niederdielfen (heute Ortsteil von Wilnsdorf); Straßenname Stahlstraße
- Rudersdorf (heute Ortsteil von Wilnsdorf), Straßenname Kölner Straße
- Gernsdorf (heute Ortsteil von Wilnsdorf), Straßenname Marburger Straße
- Irmgarteichen (heute Ortsteil von Netphen)

Grenze zur Grafschaft Nassau-Dillenburg (1606 bis 1734); heute Landesgrenze zwischen Nordrhein-Westfalen und Hessen auf der Landstraße 729
- Varianten der Streckenführung:
  - Die ältere Trasse war deckungsgleich mit der Eisenstraße entlang der heutigen Landesgrenze bis Roth zum Staffelböll, wo sie sich wieder mit der südlichen Spange traf. Am Staffelböll betrat Philipp I. nach seiner Gefangenschaft in den Niederlanden 1552 wieder hessischen Boden.
  - Südliche Spange über Straß-Ewersbach (heute Ortsteil von Dietzhölztal) und Steinbrücken (heute Ortsteil von Dietzhölztal); Brücken über die Dietzhölze

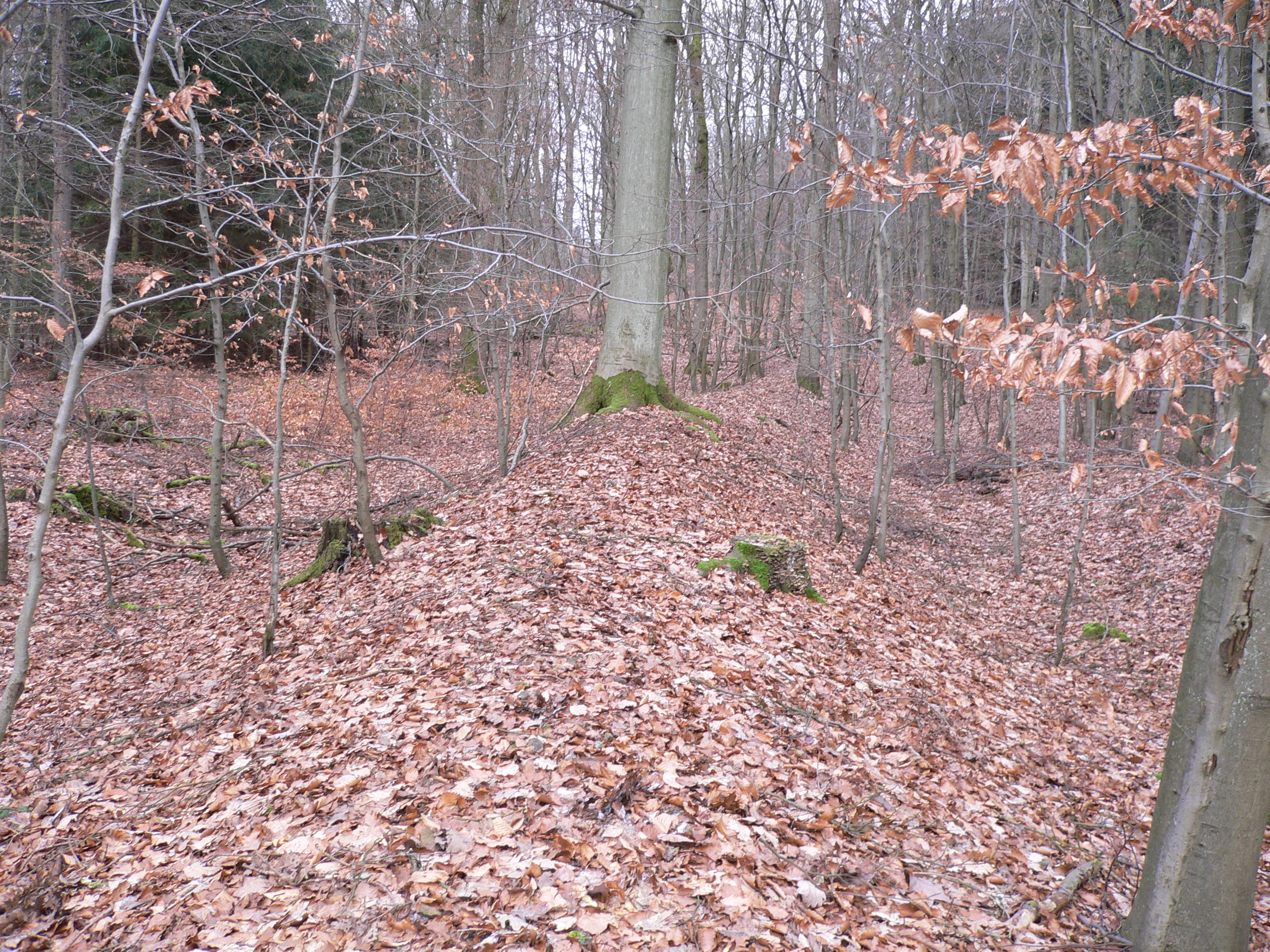
Reste einer Landwehr als Bodendenkmal: Wall vor dem Gebück der Mittelhessischen Innenheege bei Wommelshausen (Bad Endbach)

Grenze zur Landgrafschaft Hessen(-Marburg) bzw. später Landgrafschaft Hessen-Darmstadt
- bei Roth, Simmersbach, Hirzenhain (heute Ortsteile der Gemeinde Eschenburg) Kreuzungspunkt zur Angelburg (Berg) im Schelder Wald und Abzweig zur Herborner Hohe Straße (unmittelbar vorbei an den Wilhelmsteinen) nach Herborn (Dill-Übergang) beziehungsweise zum „Weller Weg“ über Altenkirchen nach Siegburg
- am „Angelburg (Berg)“ (Gemeinde Angelburg); Knotenpunkt zum Westfalenweg und Herbormer Hohe Straße.
- Bottenhorner Hochflächen, ca. 400 m nördlich von Hülshof (heute Gemeinde Bad Endbach), Abzweig der nach Norden führenden „Heerstraße“ (ein frühmittelalterlicher Höhenweg, der auf Wasserscheide Perf / Dautphe), Rachelshausen (heute Ortsteil von Gladenbach)
  - nördlich an Gladenbach vorbei in Richtung Willershausen (heute Ortsteil von Lohra), Allna-Furt bei Hermershausen, Ockershausen (heute Ortsteile von Marburg)
  - südliche Variante ab Willershausen nach Niederweimar; dort Knotenpunkt zur Weinstraße durch die Furt der Allna in das Rhein-Main-Gebiet beziehungsweise zur Frankfurt-Bremer Landstraße oder Kaiserstraße westlich an Marburg vorbei über Goßfelden, Wetter, Frankenberg und Korbach über Paderborn bis Bremen.
- Marburg, Abzweig nach Goßfelden zur Frankfurt-Bremer Landstraße. Märkte an Maria Lichtmeß (2. Februar), an St. Philippus und St. Jakobus (1. Mai) Walpurgismarkt (Tag der Kirchweihe der Elisabethkirche 1273), an St. Laurentius (10. August), am Sonntag vor Michaelis (29. September) Michaelsmarkt und am 19. November (heute in den Oktober verlegt) Elisabeth-Jahrmarkt; 1527 Universitätsstadt.

#### Neue südliche Route durch das Aartal ab Ende des 14. Jahrhunderts
Eine alternative Süd-Route (ab Ende des 14. Jahrhunderts, nach dem Ende der Dernbacher Fehde) führte von Niederdielfen über Haiger, Dillenburg, den Dillübergang bei Herborn, durch das Aartal, Herbornseelbach, Bicken, Niederweidbach (heute Ortsteil von Bischoffen) über Rollshausen, Altenvers und Damm (Etzelmühle) (heute Ortsteile von Lohra) nach Marburg.
Variante
Abweichend von der alten Nordroute durch den Schelderwald und von der neueren Südroute im Aartal wird 1591 von Arnoldus Buchelius auch eine Zwischenroute beschrieben, die auf dem Marburg-Dillenburger-Amtsweg (siehe: Bad Endbach, Obergerichtsweg) von Marburg über Gladenbach nach Dillenburg verlief.

### Marburg–Melsungen

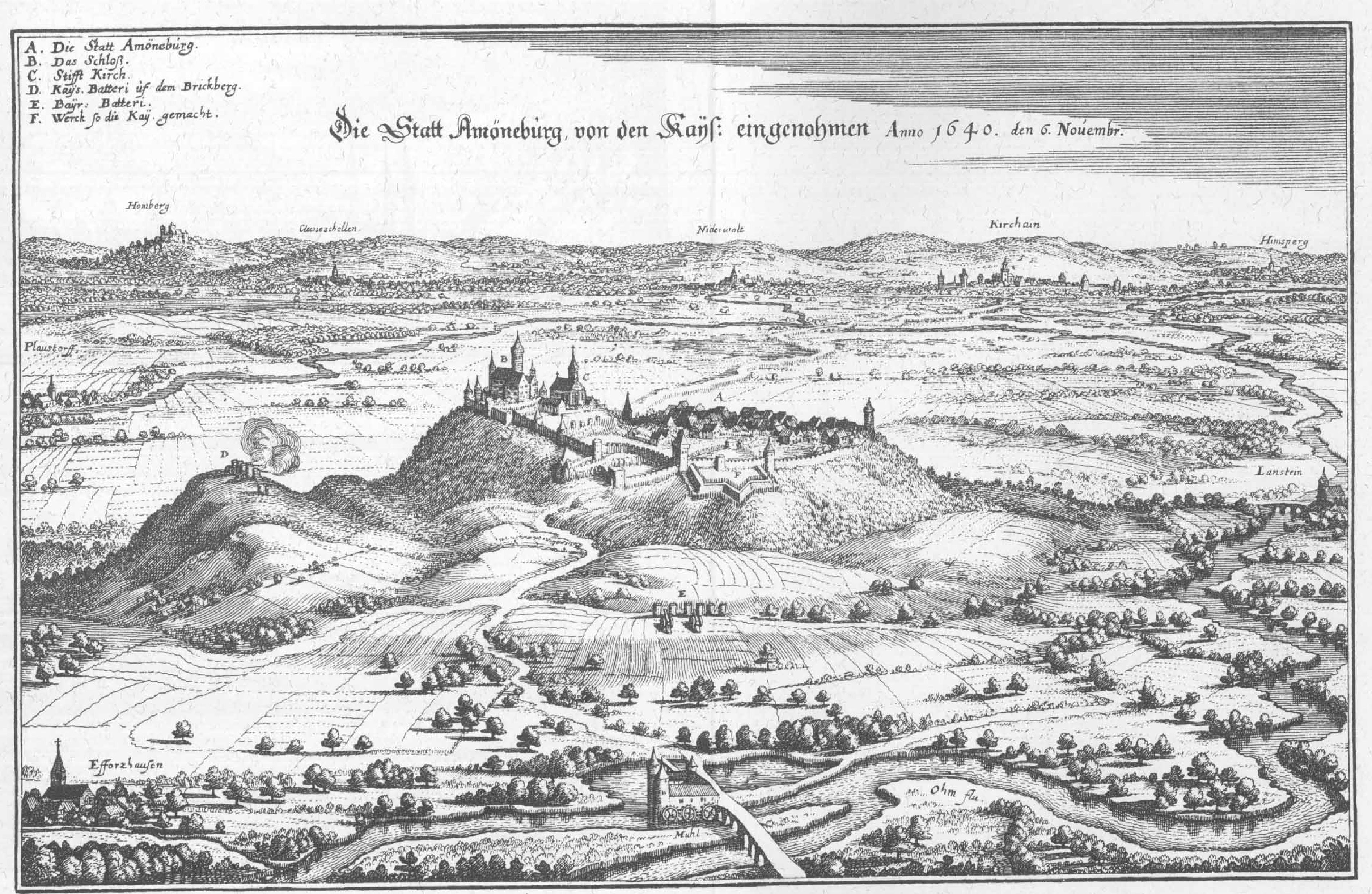
Amöneburg mit der Brücke über den Ohm und Blick auf Kirchhain, Stich von Matthäus Merian aus der Topographia Hassiae um 1646/55

Der Abschnitt Marburg-Melsungen entspricht grob dem Verlauf der heutigen Bundesstraßen 62, 454 und 254 (bis Homberg). Ab Kirchhain (bzw. ab den Lahnbergen östlich von Marburg) ist er Teil der Straße „durch die langen Hessen“.
- Marburg; Weidenhäuser Brücke über die Lahn
  - Der ältere Höhenweg von Marburg-Weidenhausen über den Alten Kirchhainer Weg und die Lahnberge zur steinernen Ohm-Brücke an der Brücker Mühle im kurmainzischen Amöneburg nach Kirchhain wurde oft
  - entlang der Lahn durch hessisches Gebiet über Wehrda (heute Stadtteil von Marburg; 1459 Lahnbrücke, 1723 steinern), Cölbe (Lahnbrücke, 1742 durch Hochwasser zerstört), die Brücke über das Rote Wasser bei Bürgeln (heute Ortsteil von Cölbe) und Betziesdorf[15] (heute Stadtteil von Kirchhain) umgangen.
- Kirchhain; Abzweig zur Straße Durch die langen Hessen über die Ohmbrücke im kurmainzischen Amöneburg und den Ebsdorfergrund nach Staufenberg und Butzbach.

Grenze zur Grafschaft Ziegenhain (bis 1450), dann Teil der Landgrafschaft Hessen
- Langenstein[16] (heute Ortsteil von Kirchhain)
- Erksdorf[17] (heute Ortsteil von Stadtallendorf)
- Speckswinkel (heute Ortsteil von Neustadt); ziegenhainische, ab 1450 hessische Zollstätte

Grenze zum Erzstift Mainz
- Momberg (heute Stadtteil von Neustadt)
  - Eine südlichere Strecke durch kurmainzisches Gebiet führte von der Ohmbrücke bei Amöneburg über Niederklein (heute Ortsteil von Stadtallendorf), die Kirschbrücke bei Lehrbach über die Klein/Gleen, durch den Wald bei Wahlen (heute Ortsteile von Kirtorf), Neustadt[18] (Straßenname Leipziger Straße), und die ziegenhainischen Dörfer Wasenberg und Loshausen (heute Ortsteile von Willingshausen) nach Ziegenhain

Grenze zur Grafschaft Ziegenhain (bis 1450), dann Grenze zur Landgrafschaft Hessen
- Wiera (heute Ortsteil von Schwalmstadt); Straßenname Zur alten Hege (= Grenze); Knotenpunkt zur Heerstraße vom Vogelsberg nach Westfalen
- Treysa (heute Ortsteil von Schwalmstadt); Brücke über die Wiera (und Steintorbrücke über die Schwalm Richtung Norden mit Zollstation)
- Ziegenhain (heute Ortsteil von Schwalmstadt); Brücke über die Schwalm; 1420 Zoll- und Geleitsprivileg

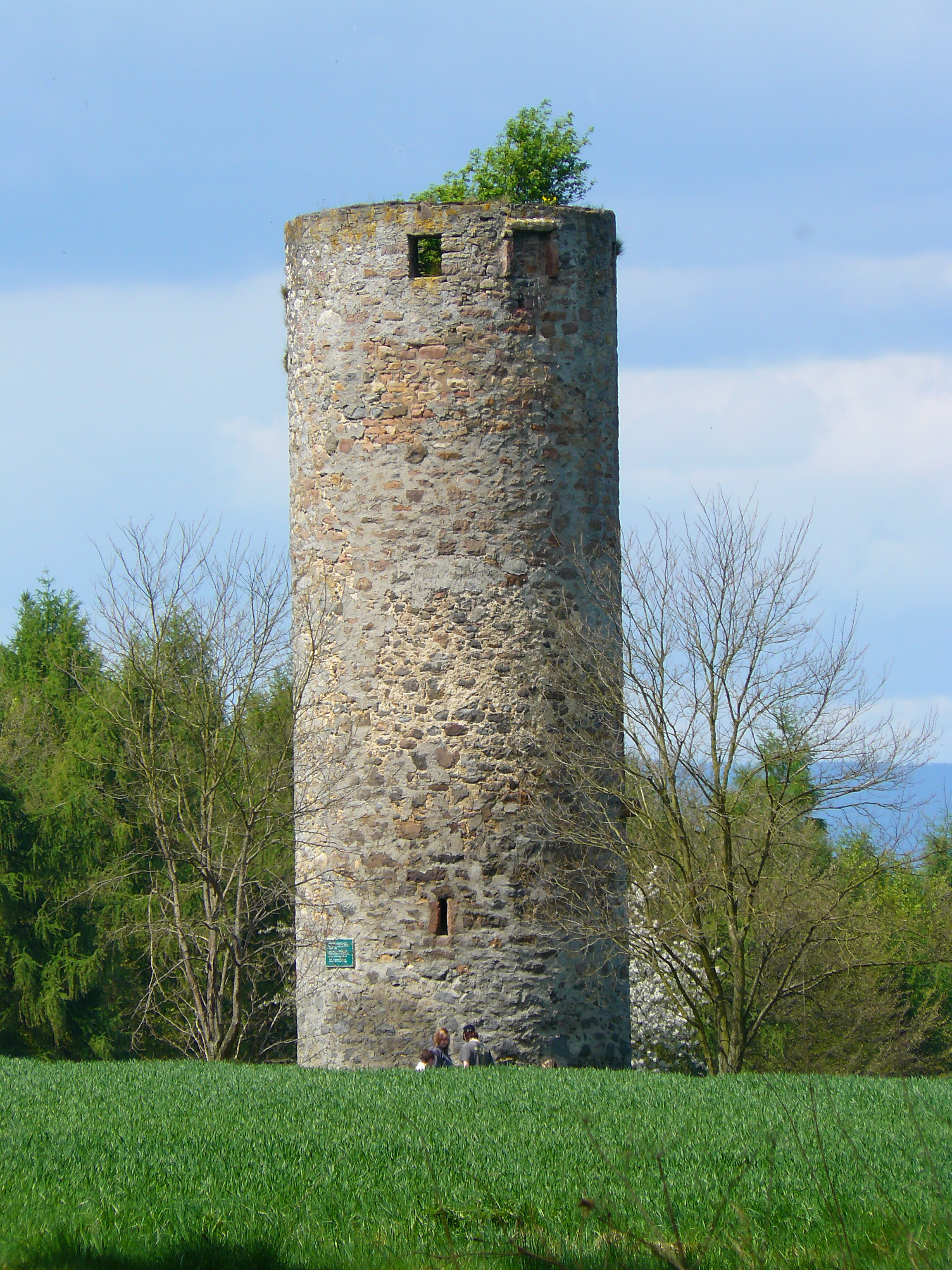
Zollstation Spießturm, erbaut 1430 von Ludwig I. von Hessen (1402–1458)

- Obergrenzebach (heute Stadtteil von Schwalmstadt)

Grenze zur Landgrafschaft Hessen; gilt heute als Grenze zwischen Ober- und Mittelhessen auf der Kreisstraße 127
- Spießturm; 1430 hessische Zollstation
- Spieskappel (heute Ortsteil von Frielendorf)
- Homberg; Brücke über die Efze
- Ostheim (heute Ortsteil von Malsfeld)
- Dagobertshausen (heute Ortsteil von Malsfeld)
- Melsungen. 1438 Jahrmärkte zu Kantate und 8. (Mariä Geburt), später 29. September (Michaelis), ab 1566 zusätzlich Nicolai-Jahrmarkt am Sonntag nach dem 6. Dezember; 1595/96 nach Vorgängerbau steinerne Bartenwetzerbrücke über die Fulda, Knotenpunkt zur Nürnberger Straße (Nord-Süd); die Brabanter Straße heißt hier Sälzerweg, weil über sie das Salz aus Sooden transportiert wurde
  - Eine südliche Variante umging Melsungen von Ostheim über die Fulda-Fähre beziehungsweise Furt bei der heutigen Domäne Fahre (Ortsteil von Melsungen-Adelshausen; dort Anschluss an die Nürnberger Straße) nach Mörshausen (heute Ortsteil von Spangenberg) oder weiter südlich über Morschen (hölzerne Brücke über die Fulda).

Der Abschnitt von Kirchhain nach Treysa wurde im 17. Jahrhundert als Teil der Niederrheinischen Straße (heute noch Straßenname in Kirchhain, Stadtallendorf, Schwalmstadt-Wiera, Treysa, Neukirchen und Oberaula; „Chausseegeldstelle“ in Bürgeln) von Köln über Biedenkopf nach Hersfeld als Poststraße ausgebaut und 1831 bis 1842 gepflastert.

### Melsungen–Eisenach
Der Abschnitt Melsungen-Eisenach entspricht grob dem Verlauf der heutigen Bundesstraßen 487 (bis Spangenberg) beziehungsweise 27 (ab Sontra-Wichmannshausen), 254, Landstraße 3227 und Bundesstraße 7 und war ein Teilstück der Straße Durch die langen Hessen.
- Melsungen; Brücke über die Fulda
- Spangenberg

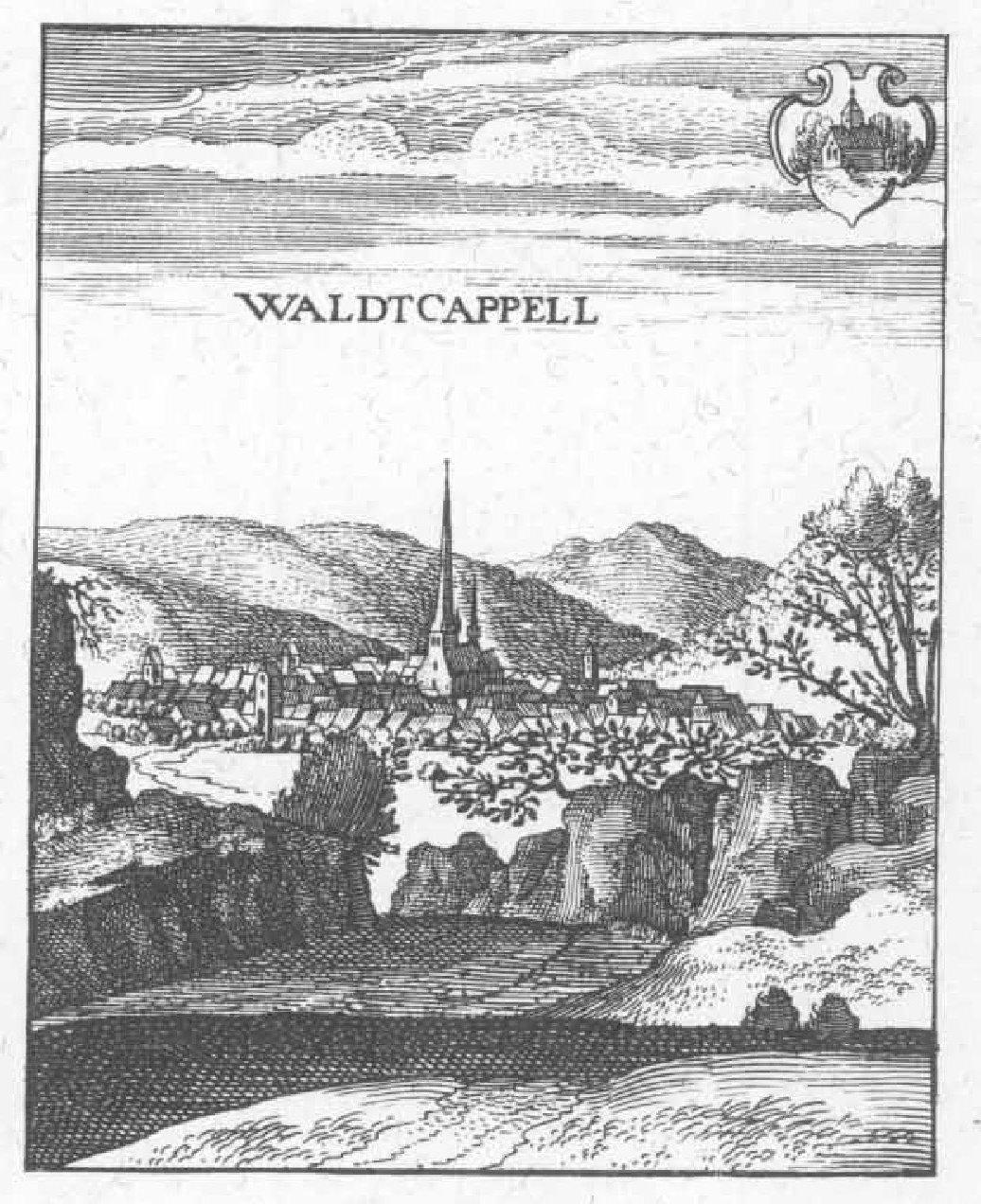
Hohlweg bei Waldkappel, Stich von Matthäus Merian aus der Topographia Hassiae um 1646/55

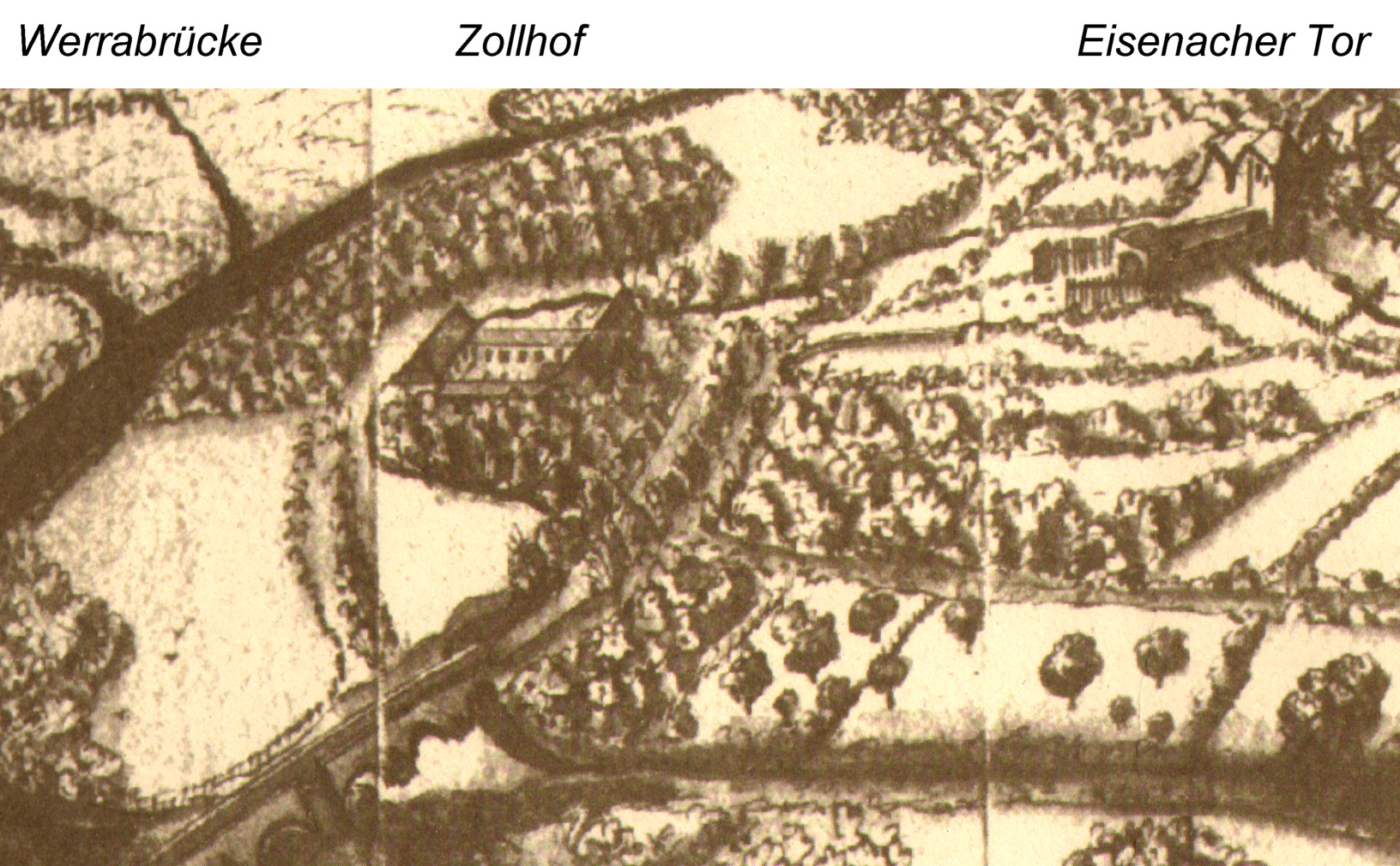
Creuzburg: Werrabrücke, Eisenacher Tor und Zollhof um 1700

- Pfieffe (heute Ortsteil von Spangenberg)
- Bischofferode (heute Ortsteil von Spangenberg)
- Hetzerode (heute Stadtteil von Waldkappel)
- Waldkappel; Brücke über die Wehre, Straßenname Leipziger Straße
- Bischhausen (heute Ortsteil von Waldkappel); 1577 hölzerne Brücke über den Hosbach
- Brücke über die Sontra bei Wichmannshausen (heute Ortsteil von Sontra)
- Datterode mit der Boyneburg (heute Ortsteil von Ringgau); Knotenpunkt zur Nord-Süd-Verbindung Nürnberger Straße, Straßenname Leipziger Straße
- Röhrda (heute Ortsteil von Ringgau), Straßenname Eisenacher Straße
- Netra (heute Ortsteil von Ringgau); kurfürstlich hessisches, später preußisches Neben-Zollamt I. Klasse
- Lüderbach Straßenname Heerweg

Grenze zum Wettinischen Gebiet; heute Landesgrenze zwischen Hessen und Thüringen auf der Bundesstraße 7
- Ifta; Straßenname Heerweg; Wachturm auf der Wartekuppe
- Creuzburg, ab 1223 wurde die steinerne Brücke über die Werra errichtet (vermutlich um 1225 fertiggestellt). Die Creuzburg diente den Thüringer Landgrafen als Geleitburg, das Creuzburger Geleit reichte bis an den Kamm des Hainichs und im Süden bis zur Hörsel. Der Creuzburger Zollhof lag nahe dem Werraufer, denn man fertigte auch die Reisenden auf der Werra (Boote und Flöße) ab. An der Brücke war zudem noch Brückenzoll in Höhe von drei Pfennig fällig; er sollte dem Brückenunterhalt und Straßenbau dienen. Am Brückenberg lag das Siechenhaus der Stadt. An der Creuzburger Werrabrücke mündete die Langensalzaer Straße ein, sie führte in Richtung der Landgrafenburgen von Thamsbrück und Weißensee.
- Eisenach, Georgentor und Nadeltor im Westen und Nordwesten; das Nikolaitor im Osten der Stadt. Mit der Nürnberger Straße (über Meiningen und Coburg), der Salzunger Straße, der Fuldaer Straße, der Mühlhäuser Straße und der Langensalzaer Straße kreuzten sich hier die wichtigsten Heer- und Handelsstraßen Westthüringens. Mehrere Siechenhöfe im Umkreis der Stadt sollten die Einschleppung von Seuchen verhindern. Beim heutigen Bahnhof blickte man auf das Hochgericht.

Eine alternative Route führte von Kirchhain über Lehrbach (heute Ortsteil von Kirtorf), Kirtorf, Ohmes (heute Ortsteil von Antrifttal) und Hersfeld (grob entsprechend dem Verlauf der heutigen Bundesstraßen 62 und 84) nach Eisenach.

### Eisenach–Erfurt

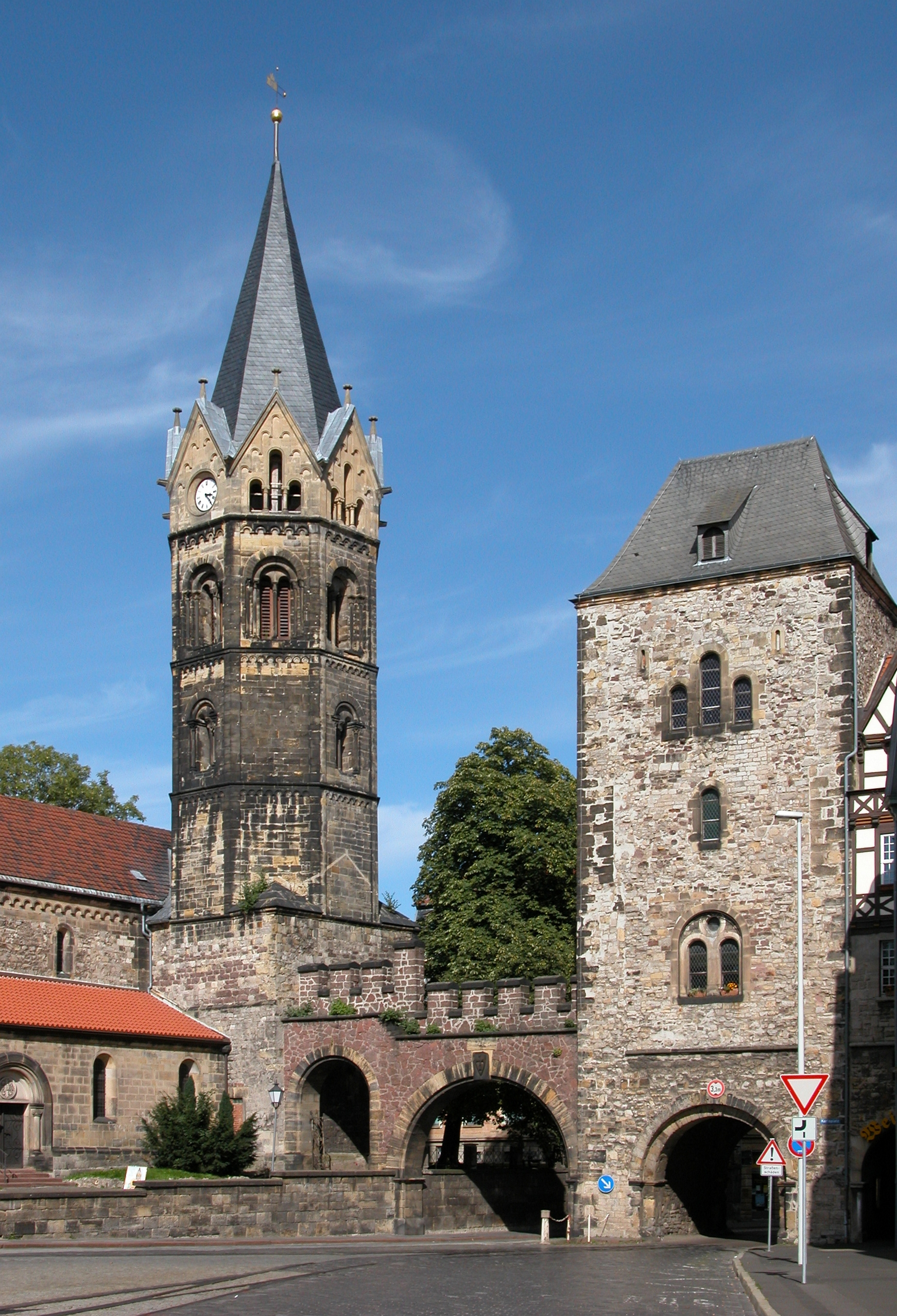
Eisenach, Nikolaitor, um 1170

Der Abschnitt Eisenach-Leipzig, ein Teil der sogenannten Via Regia, entspricht grob dem Verlauf der heutigen Bundesstraßen 7 und 87. Die Strecke vom Rhein oder von Frankfurt am Main wurde zum Beispiel durch ein kursächsisches Mandat vom 24. Februar 1653 festgelegt.
Zwischen Eisenach und Erfurt standen mehrere Routen zur Verfügung:
- Eisenach, Nikolaitor

1. Die älteste Trasse führte über Stockhausen, Großenlupnitz, den Kindel, Großenbehringen nach Langensalza (Straßenname Hohe Straße) und von dort über Burgtonna nach Erfurt.
2. Eine alternative Trasse führte durch das Nessetal über Großenlupnitz (Hauptort der Mark Lupnitz), den Kindel, Haina (königliche Raststation), Sonneborn nach Gotha.
3. Die jüngste Trasse führte beiderseits der Hörsel über Eichrodt beziehungsweise Kahlenberg und Kälberfeld nach Sättelstädt (heute Ortsteil von Hörselberg-Hainich, Alte Zollscheune) und zog auf der Wasserscheide vom Hörsel- und Nessetal über Ebenheim zur alten Trasse nach Sonneborn oder über Mechterstädt, Teutleben und Trügleben direkt nach Gotha.
4. Die Creuzburger Straße verband Sättelstädt über Hötzelsroda, Neukirchen und Ütteroda mit der Creuzburger Werrabrücke. Diese Abkürzung ersparte den Umweg über Eisenach.

- Gotha, Brühler Tor. Seit 1529 Jahrmarkt am Mittwoch vor Kantate und „Kalter Jahrmarkt“ am Mittwoch vor Allerheiligen, ab 1591 zusätzlich Butter- und Käsemarkt am Mittwoch nach Margarethe (20. Juli); Straßenname Hohe Straße (Umgehung der Stadt); Ausfahrt durch das Erfurter Tor über den Hohen Sand in die Erfurter Landstraße

Grenze zum Erzstift Mainz bzw. Grafschaft Gleichen bzw. Erfurter Stadtgebiet
- Zoll- und Geleitstelle Gleichenhof bei Grabsleben (heute Ortsteil von Drei Gleichen)
- Möbisburg (heute Ortsteil von Erfurt), Straßenname Hohe Straße
- Erfurt, Brühler Tor. Pfingst- und ab 11. November St. Martins-Messe in Erfurt (bis Anfang des 16. Jh.), am Sonntag nach Michaelis (29. September) Kirchweihfest der Universitätskirche, der Legende nach seit 1310 dreitägiges Fest zum „Walperzug“ am Walburgistag (25. Februar); 805 Stapelrecht; 1331 Messeprivileg, 1379 Universitätsstadt

### Erfurt–Leipzig
Die Brabanter Straße hieß in der Gegend von Naumburg auch Flämische Landstraße (vielleicht nach dem Naumburger Vorort Flemmingen).

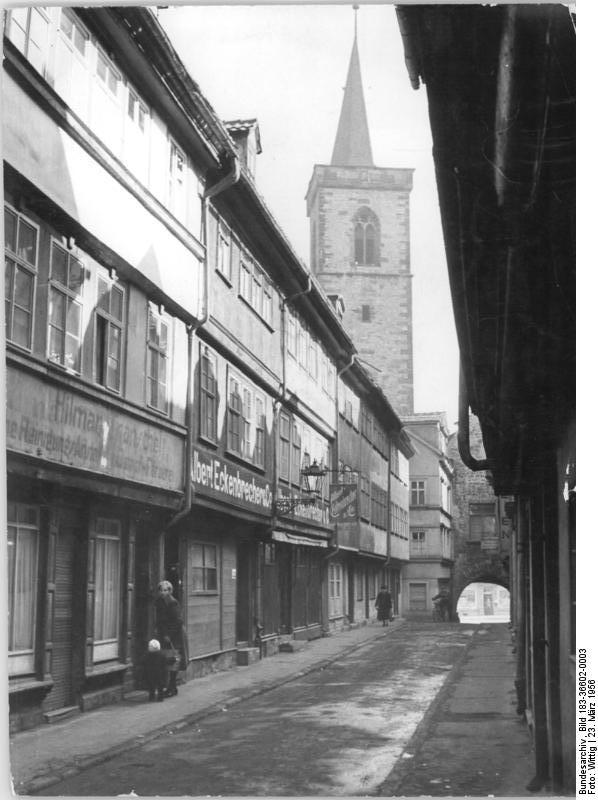
Krämerbrücke mit Tor durch die Brückenkopfkirche St. Ägidien in Erfurt, Aufnahme 1956

- Erfurt, 1156 hölzerne (1117 abgebrannt), 1352 steinerne Krämerbrücke über die Gera mit Zollstation, Krämpfertor; „Chausseegeldstelle“ in der Leipziger Straße (abgebrochen)
- Niederzimmern
- Berlstedt

Grenze zum Wettinischen Gebiet beziehungsweise Grafschaft Weimar bzw. Landgrafschaft Thüringen
- Buttelstedt (Knotenpunkt zu einer Nord-Süd-Verbindung); „Geleitshaus“
- Buttstädt
- Eckartsberga mit der Eckartsburg. Ursprünglich eine Reichsburg, diente sie später als landgräfliche Geleitstation und Etappenort zur Neuenburg. Jahrmärkte an Christi Himmelfahrt und am 8. September (Mariä Geburt)
- Taugwitz (heute Ortsteil von Lanitz-Hassel-Tal)

Grenze zum Hochstift Naumburg
- Kösen; hölzerne Brücke über die Saale 1393 zerstört, 1454 steinerne Saalebrücke, Zollhaus für den Brückenzoll (und den Flößereizoll)
- Naumburg. Zugang durch das Salztor, ab 29. Juni Petri-Pauli-Messe in Naumburg; schon 1278 erwähnt, Zollrechte gehen 1379 vom Stift auf die Stadt über, Messeprivileg 1514, Ausgang durch das Jakobstor.

Grenze zum Wettinischen Gebiet

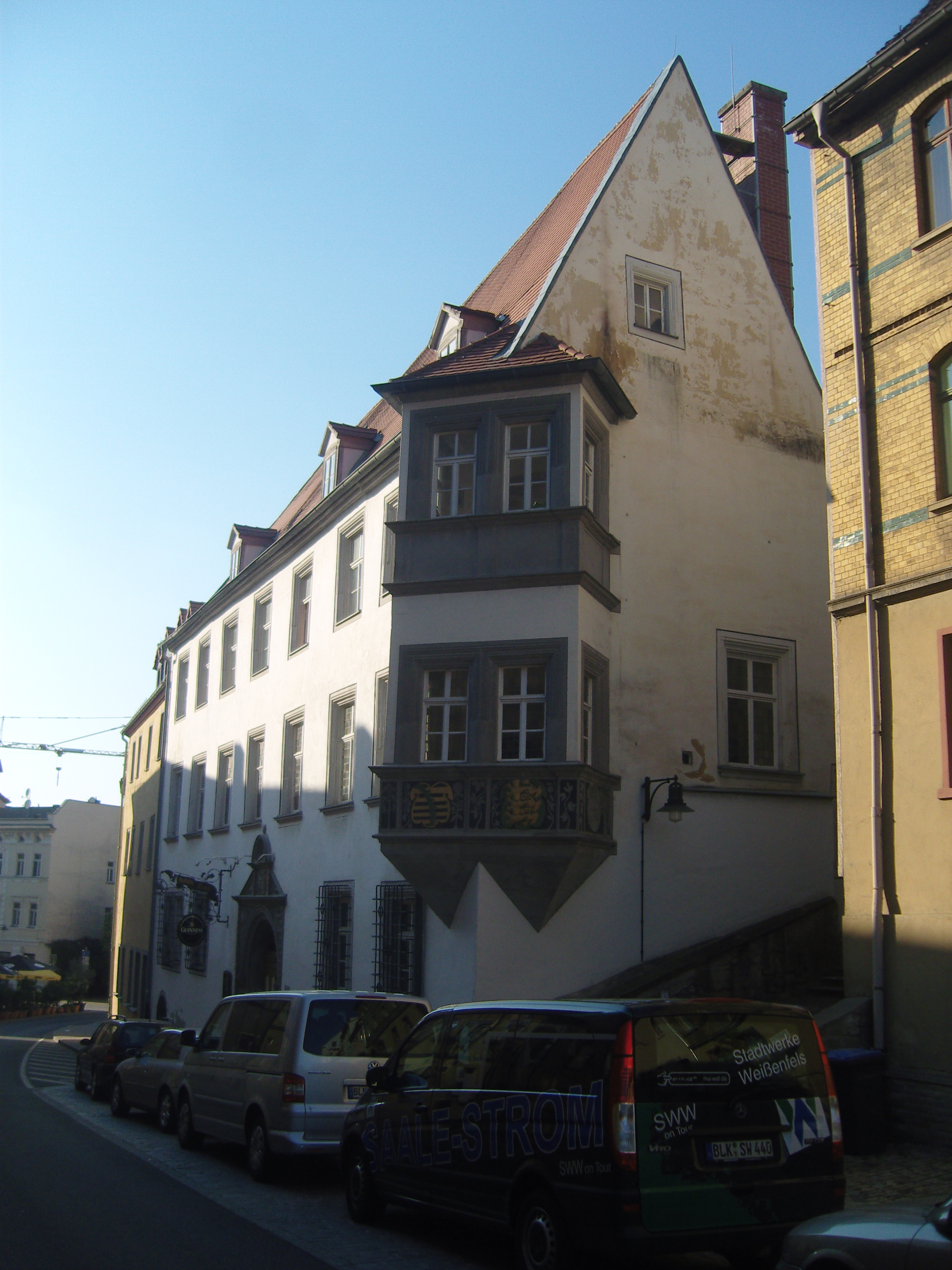
Geleitshaus in Weißenfels von 1552

- Weißenfels mit Furt durch die Saale, 1552 Geleitshaus (heute Gustav-Adolf-Museum), Straßenname Hohe Straße
- Lützen
- Leipzig, Ranstädter Tor (1822 abgebrochen). seit 1190 Oster-, ab 29. September Michaelis- und seit 1459 ab 1. Januar Neujahrs-Messe in Leipzig; 1409 Universitätsstadt; 1466 Stapelrecht, 1507 15-Meilenprivileg für das Stapelrecht; 1497 und 1507 Messeprivilege

## Reiseberichte
Die Brabanter Straße nutzte Herzog Heinrich II. von Brabant (1207–1248), als er 1239 seine zweite Frau, Sophie (1224–1275) heiratete. Sie war eine Tochter von Landgraf Ludwig IV. von Thüringen (1200–1227) und der Hl. Elisabeth von Ungarn (1207–1231) und eine Hauptfigur im späteren Thüringischen Erbfolgekrieg.
Ein Bericht von 1235 erwähnt einen Bauern aus der Diözese Utrecht, der auf seinem Pilgerweg zum Grab der hl. Elisabeth in Marburg durch den Schelder Wald gekommen sei. Das zeigt den Schelder Wald als ein Gebiet alter Wege. Ihn querte u. a. die hochmittelalterliche Fernstraße von Antwerpen über Köln, Siegen, Marburg und Erfurt nach Leipzig, auch Brabanter Straße genannt.
Nach einem festen Zeremoniell zogen die deutschen Könige und Kaiser im Mittelalter und der Frühen Neuzeit bis 1531 direkt nach ihrer Krönung in Aachen auf der Brabanter Straße nach Köln durch das Hahnentor, um den Heiligen Drei Königen zu huldigen.
Ludwig I. von Hessen reiste im Mai 1431 von Kassel nach Saint-Josse bei Montreuil-sur-Mer und zurück teilweise über die Brabanter Straße.
Die Brabanter Straße wurde auch von Martin Luther (1483–1546) benutzt, als er im April/Mai 1512 von Wittenberg zum Ordenskapitel der Augustiner-Eremiten in Köln reiste und im September/Oktober 1529 auf seiner Reise zum Marburger Religionsgespräch. Aus seinem Briefwechsel ergibt sich das Itinerar einer Reise Philipp Melanchthons (1497–1560), der ebenfalls die Brabanter Straße mehrfach nutzte, im Jahre 1536.
Im Jahr 1552 zog Philipp I. von Hessen (1504–1567) nach seiner Freilassung in Löwen in den Spanischen Niederlanden über diesen Weg von Jülich zurück nach Marburg.
Joachim II. von Brandenburg (1505–1571), August von Sachsen (1526–1586) und Christian III. von Dänemark (1503–1559) zogen 1558 über die „Brabanter Straße“ zur Kaiserwahl nach Frankfurt am Main.
1591 berichtet Arnoldus Buchelius (1565–1641) in seinem Tagebuch detailliert über die Stationen von Treysa bis Köln.
Den Weg zur Schlacht von Lützen, in der er fiel, nahm Gustav II. Adolph von Schweden (1594–1632) 1632 von Erfurt über die Brabanter Straße.

## Jakobsweg und Elisabethpfad

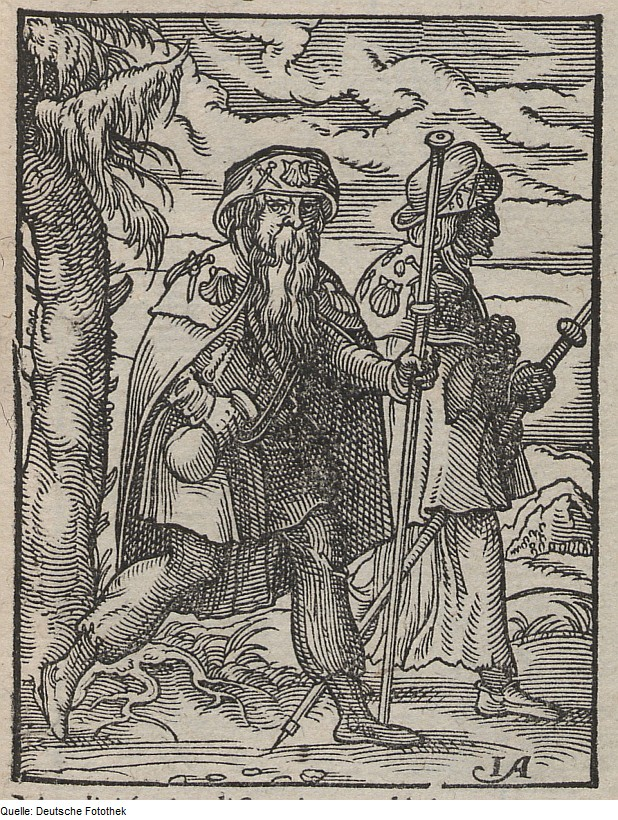
Jakobspilger, Holzschnitt von Jost Amman, 1568

Auch der mittelalterliche Jakobsweg aus Mitteldeutschland nach Santiago de Compostela folgte der Brabanter Straße, in deren Verlauf das Grab der Heiligen Elisabeth in der Marburger Elisabethkirche, die Reliquien der Gebeine der Heiligen Drei Könige im Kölner Dom, die Reliquien im Aachener Dom (Windeln und Lendentuch Christi, Marienkleid, Enthauptungstuch Johannes des Täufers) und das Grab des Heiligen Lambertus in der St. Lambertuskathedrale (heute zerstört) in Lüttich besucht werden konnten.
Ein Bericht von 1235 erwähnt einen Bauern aus der Diözese Utrecht, der auf seinem Pilgerweg zum Grab der Hl. Elisabeth in Marburg auf der Brabanter Straße durch den Schelder Wald gekommen sei.

## Kartographische Darstellungen

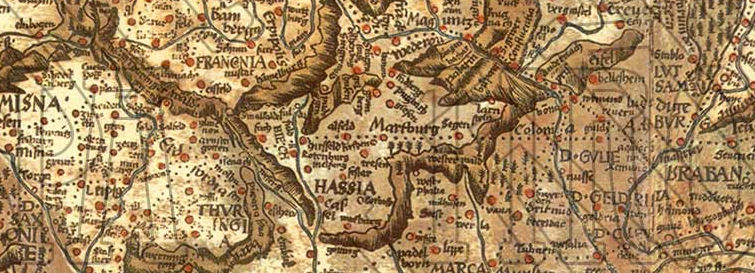
Ausschnitt mit dem Verlauf der Straße von Torgau bis Maasdriel / Lüttich – Huy aus der Europakarte von Martin Waldseemüller, 1520

Die Romwegkarte von Erhard Etzlaub (um 1460–1532) aus dem Jahr 1501 sowie die daran angelehnte Karte des europäischen Verkehrsnetzes („Carta itineraria europae“) 1520 von Martin Waldseemüller (um 1470–1520) führen die wichtigsten Stationen der Brabanter Straße auf und orientieren sich an ihrer Streckenführung, deutlich etwa von Treysa nach Köln. Auch die Karte des Oberbergischen von Arnold Mercator (1537–1587) aus dem Jahre 1575 zeigt den Verlauf der „Landstraiß uff Siegen“.